# The 3rd Masterpiece
《The 3rd Masterpiece》은 SG 워너비의 3집 앨범으로 2006년 4월 8일 발매했다. 2006년에 단일 음반으로는 가장 많은 판매량을 기록했으며 골든디스크 시상식에서 디지털음원대상과 엠넷 KM 뮤직 페스티벌에서 올해의 앨범상과 올해의 노래상을 수상한 앨범이다. 14번 트랙은 엠투엠, 김종국과 호흡을 맞춘 노래이고, 15번 트랙은 바이브와 호흡을 맞춘 노래이다.

## 뮤직비디오
내 사람 : Partner For Life 드라마 형식으로 김동완이 출연하였다.

## 대표곡

### 내 사람: Partner For Life
멤버 김진호의 시원한 발성으로 시작하는 곡으로 벅스 차트 9주 연속 1위, 멜론 차트 5주 연속 1위 등 당시 모든 음원사이트 차트 1위를 올킬하였다.

### 느림보
애절한 발라드로 인기를 몰았다.

### 사랑했어요 (Feat. 데니안)
내 사람, 느림보와 더불어 3집 앨범의 인기곡 중 하나로 god의 멤버였던 데니안이 피쳐링하여 화제를 모았다.

### 폭풍
김진호의 폭발적인 가창력이 드러난 곡으로 방송을 몇 번 탔던 곡

## 트랙리스트
1. 내 사람 : Partner For Life
2. 느림보
3. 폭풍
4. 사랑했어요 (Feat. 데니안)
5. Love Song
6. 비익조
7. Run
8. 내가 너를
9. 욕심
10. Wedding
11. 선인장
12. I'm Sorry
13. 웃다가 울다가
14. Untouchable (Feat.김종국 엠투엠)
15. 바람과 함께 사라지다 (Feat.윤민수)

2번 트랙 느림보에는 김용준의 파트가 없다.